# Обе, Шарль Николя
Шарль Николя Обе (6 мая 1802 в Париже — 15 октября 1869) — французский врач и энтомолог.
Обе учился в фармацевтической школе в Париже, участвуя в ботанических экскурсиях, организованных ее членами и музеем. Получив диплом в 1824 году, Шарль женился на сестре Гюстава Планше (1808—1857) в 1826 году. Начав изучать медицину в 1829 году, Обе получил звание доктора в 1836 году, защитив диссертацию по чесотке. Шарль Обе был одним из основателей Этимологическое общество Франции, которым он руководил в 1842—1846 годах. Он работал с некоторыми группами жесткокрылых для публикаций Пьера Франсуа Мари Огюста Дежана (1780—1845).
Его коллекция в настоящее время хранится в Этомологическом обществе.

## Публикации
- Каталог Coléoptères de la collection d’Auguste Dejean (1825-) с Пьером Франсуа Мари Огюстом Дежаном
- Pselaphiorum monographia cum synonymia extricata Magasin de zoologie de Guérin 1833 (Париж)

## Рекомендации
- Жан Гуйяр (2004). Histoire des entomologistes français, 1750—1950. Édition entièrement revue et augmentée. Бубе (Париж) : 287 с.